# Bayimsarov
Bayimsarov est un village de la région de Tərtər en Azerbaïdjan.

## Population
Selon les statistiques de 2009, la population du village est de 2591 personnes.

## Géographie
Le village de Bayimsarov de la région de Tərtər est situé dans la circonscription administrative du village de Bayimsarov.